# Carta europea della disabilità

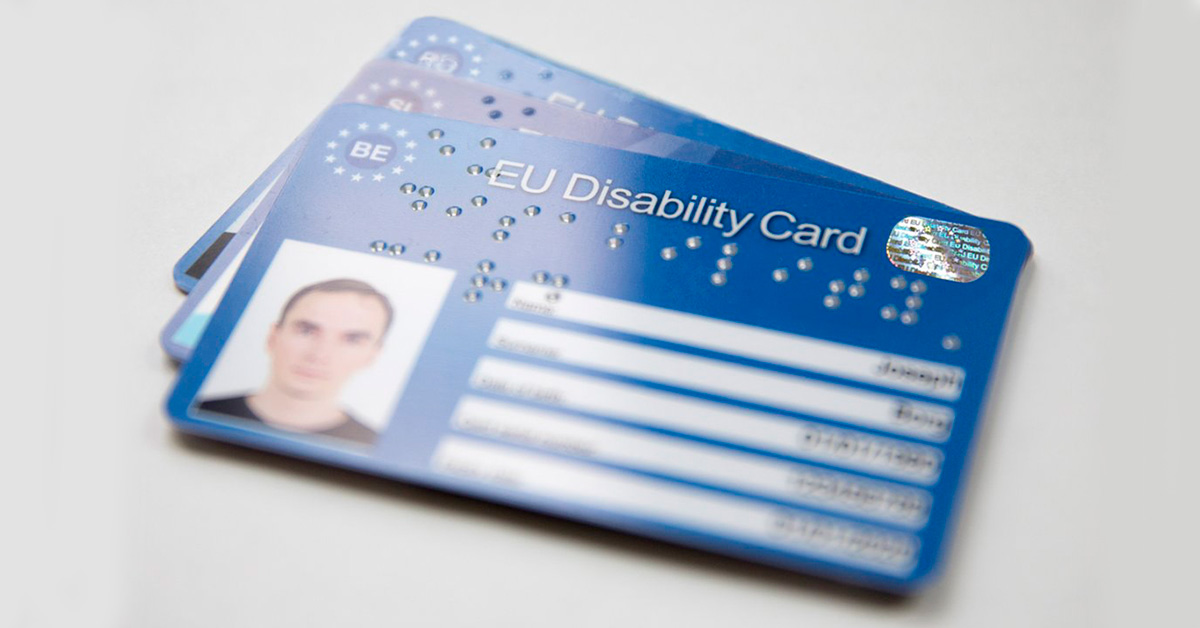
Prototipi della Carta europea della disabilità

La Carta europea della disabilità, o Disability Card, è uno strumento che consente a persone con disabilità l'accesso a servizi e benefici nei Paesi dell'Unione Europea. La Carta è una delle misure adottate dagli stati membri dell'UE per il raggiungimento di obiettivi strategici in materia di disabilità ed è stata introdotta nell'aprile 2022 come parte del progetto del "EU Disability Card".
La Disability Card permette l'accesso a qualsiasi servizio gratuito o a un costo ridotto in materia di trasporti, cultura e tempo libero sia sul territorio nazionale sia in altri paesi dell'Unione europea. Il documento dunque permette al titolare un accesso facilitato a beni e servizi offerti da strutture pubbliche e private convenzionate in Italia aderenti al progetto, riducendo la burocrazia ed eliminando la necessità di dover presentare ogni volta il certificato di invalidità.
Dal 4 dicembre 2024 è possibile scaricare patente di guida italiana, tessera sanitaria e carta europea della disabilità direttamente sul proprio smartphone con la funzionalità "Documenti su IO" del portafoglio digitale IT Wallet.